# Belejőc
Belejőc (szlovákul: Belejovce, ukránul: Belejivci) község Szlovákiában, az Eperjesi kerület Felsővízközi járásában.

## Fekvése
Felsővízköztől 10 km-re északra, a Ladomér-patak, az Ondava és a lengyel határ háromszögében található.

## Története
A falu 1573 és 1598 között a ruszinok betelepítésével keletkezett, 1598-ig a makovicai váruradalom része volt. 1600-ban „Belouche” néven említik először, később 1618-ban „Beleocz” alakban tűnik fel. Lakossága 1713-1714-ben a kuruc háborúk és a járványok következtében majdnem kipusztult. 1787-ben 20 házában 132 lakos élt.
A 18. század végén Vályi András így ír róla: „BELEJÓCZ. Tót falu Sáros Vármegyében, földes Ura Gróf Aspermont, lakosai katolikusok, fekszik Haiszlinhoz közel, mellynek filiája Sárostól egy mértföldnyire Lengyel Ország szélén, ambár jó legelője van, és fája is, de mivel határja másként sovány, a’ harmadik Osztályba tétettetett.”
1828-ban 26 háza és 195 lakosa volt. Lakói erdei munkákkal, ácsmesterséggel, fuvarozással foglalkoztak.
Fényes Elek 1851-ben kiadott geográfiai szótárában így ír a faluról: „Bellejócz, orosz falu, Sáros vármegyében, a makoviczi uradalomban. F. Orlikhoz északra 1 1/2 órányira: 2 r., 193 g. kath., 6 zsidó lakos.”
1920 előtt Sáros vármegye Felsővízközi járásához tartozott.
1944-ben a harcok miatt súlyos károkat szenvedett. A háború után lakó közül sokan Ukrajnába telepedtek át.

## Népessége
| Év:            | 1994. | 2004.    | 2014. | 2024.    |
| -------------- | ----- | -------- | ----- | -------- |
| Emberek száma: | 17    | 20       | 22    | 28       |
| Eltérés:       |       | +17,64 % | +10 % | +27,27 % |

| Év:            | 2023. | 2024.   |
| -------------- | ----- | ------- |
| Emberek száma: | 28    | 28      |
| Eltérés:       |       | -1,42 % |

1910-ben 160, túlnyomórészt ruszin lakosa volt.
2001-ben 18 lakosából 11 ruszin és 7 szlovák volt.
2011-ben 23 lakosából 16 ruszin és 7 szlovák.

## Nevezetességei
- Későbarokk görögkatolikus temploma 1770-ben épült.